# Michael van der Vlis
Michiel Boudewijn (Michael) van der Vlis (Voorburg, 6 mei 1944 – Amsterdam, 3 april 2018) was een Nederlands politicus en bestuurder.
Van der Vlis was vanaf 1970 buurtactivist in de Amsterdamse Pijp en werd in 1974 gemeenteraadslid in Amsterdam voor de PvdA. Van 1978 tot 1990 was hij wethouder in Amsterdam. Na zijn politieke loopbaan had hij verschillende bestuursfuncties. Zo was hij van 2004 tot 2010 voorzitter van de Vereniging Reizigers Openbaar Vervoer (ROVER).

## Biografie
Tussen 1970 en 1978 was hij werkzaam aan de Universiteit van Amsterdam als wetenschappelijk medewerker Econometrie. Vanaf 1974 was hij tevens gemeenteraadslid in Amsterdam voor de Partij van de Arbeid.
In 1978 werd hij wethouder van de gemeente Amsterdam, met de portefeuilles ruimtelijke ordening, verdichting woningbouw, verkeer en vervoer (opvolger Pitt Treumann), bestuursorganisatie (stadsdelen) en bestuursinformatie. Hij was de initiator van het besluit stadsdelen te creëren in Amsterdam en wilde meer stadsdelen dan er uiteindelijk kwamen. Dit kwam doordat hij stadsdelen wilde met 30 à 50.000 inwoners, maar een aantal is groter geworden.
Voor zijn komst als wethouder was Amsterdam op weg naar een stad met 350.000 inwoners (volgens een concept-structuurplan). Hij zette, onder het motto 'compacte stad' de tegenovergestelde weg in: stedelijkheid en inwonersgroei. Verdichting, aanvullende woningbouw, Oostelijk Havengebied, IJburg. Veel nieuwe woningen in de stad. Zijn opvolgers zetten die koers voort en het inwonertal van Amsterdam steeg tot meer dan 800.000 inwoners.
Als gemeenteraadslid had Van der Vlis een nota "Fietsen in Amsterdam" geschreven; als wethouder kon hij zijn eigen voorstellen gaan uitvoeren. Samen met de Fietsersbond werd een stadsbreed fietspadennet gemaakt en werd veel aan kleinschalige voorzieningen voor fietsers gedaan. De parkeeroverlast in de overvolle binnenstad pakte hij aan met het oprichten van Parkeerbeheer, waarbij hij de wielklem invoerde.

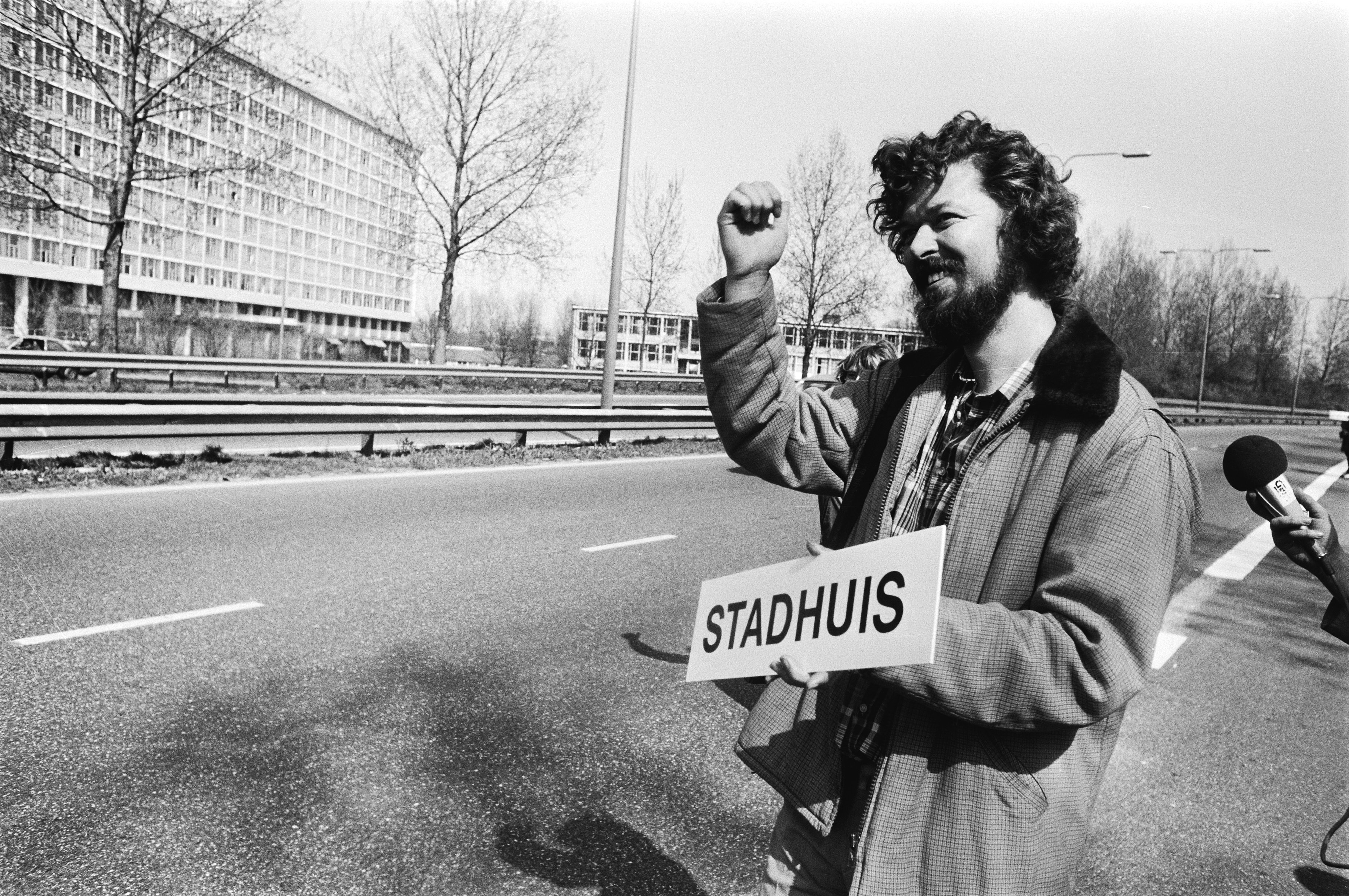
Van der Vlis bij eerste officiële liftplaats Gooiseweg in 1981

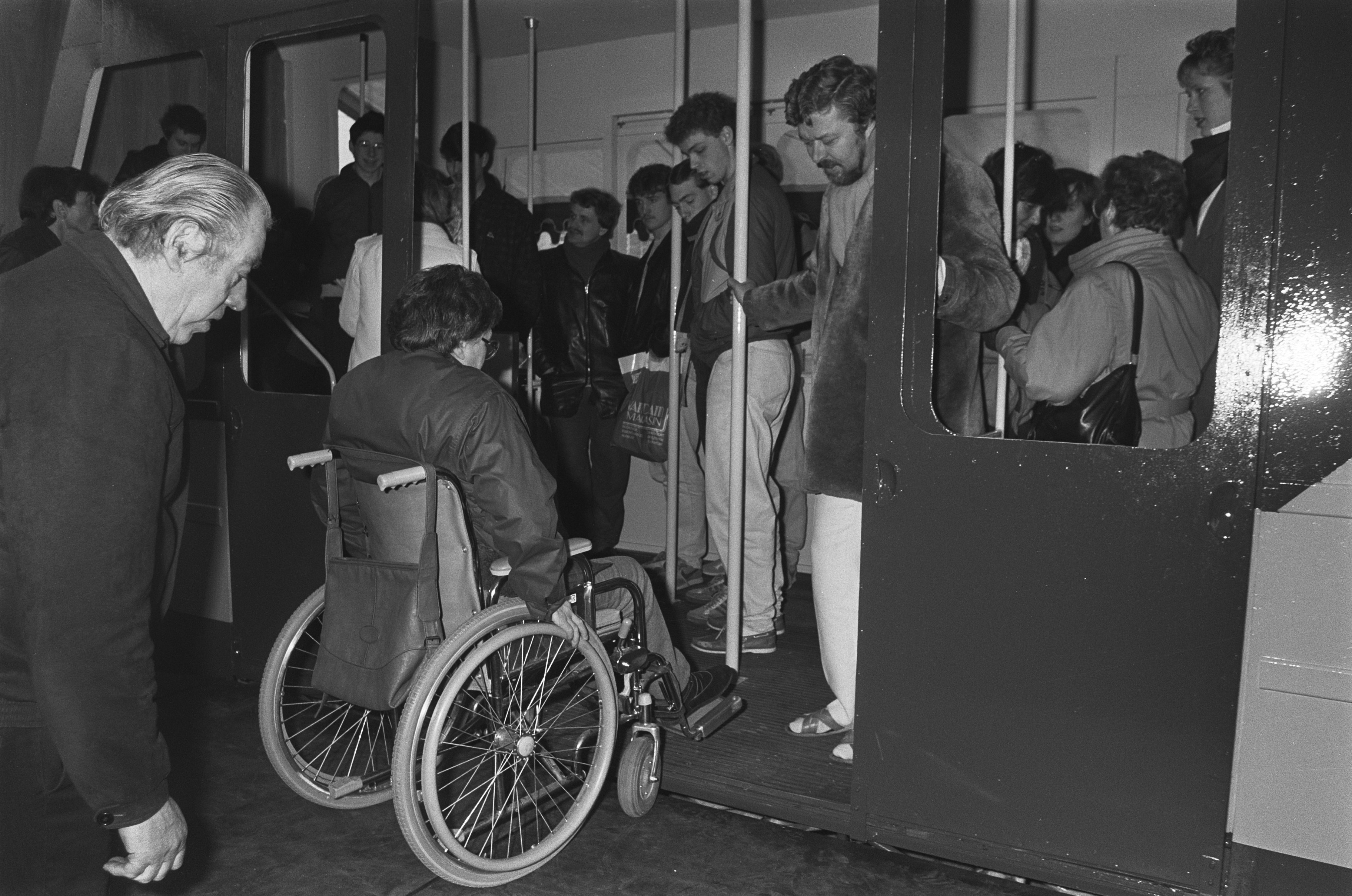
van der Vlis in functie als wethouder bij proef met lagevloertram in 1986

Als wethouder van het openbaar vervoer was hij verantwoordelijk voor de aanleg van vrije trambanen, waardoor de trams niet meer kwamen vast te staan in het autoverkeer. Hij was een onvermoeibaar pleitbezorger van de tram, zoals de nooit uitgevoerde en telkens uitgestelde omzetting van buslijn 15 in een tramlijn, aanleg van de tramlijnen naar Diemen en Amstelveen; hij was de geestelijk vader van de Ringlijn, alhoewel het besluit tot aanleg pas in 1992 werd genomen.
Na zijn afscheid als wethouder in 1990 werd hij voorzitter van de PvdA-bestuurskring Amsterdamse Regio. Vanaf 1999 was Van der Vlis werkzaam als adviseur bij Stichting Amsterdam Kennisstad Cyburg, waar hij werkte aan Slagkracht door Glas, een project dat later het project Glas naar de meterkast werd. In 2002 had het college van Burgemeester & Wethouders de Commissie Andriessen gevraagd een rapport uit te brengen over de haalbaarheid van een glasvezelnetwerk voor de gemeente Amsterdam. De executie van de plannen liep erop uit dat KPN, een van de voormalige werkgevers van Van der Vlis, en UPC de gemeente Amsterdam van oneerlijke concurrentie beschuldigden.
Van der Vlis was net als Jan Schaefer een politicus die zich weinig aantrok van de heersende mores. Zo droeg hij meestal een licht kostuum zonder stropdas, witte sokken en sandalen. Hij had een voorkeur voor het openbaar vervoer en de fiets maar verplaatste zich in Amsterdam meestal met zijn bromfiets. In 2004 werd hij voorzitter van de Vereniging Reizigers Openbaar Vervoer (ROVER). In deze hoedanigheid schreef hij dan ook regelmatig columns in het gratis dagblad Sp!ts. In maart 2007 richtte hij met de PvdA-fractie van Amsterdam de website 'Tegenhaatzaaien.nl' op, met naar eigen zeggen de volgende reden: "En in wat Wilders in maart 2007 aan de orde stelde ging het natuurlijk niet over paspoorten of conflicterende belangen, het ging over het zaaien van haat tegen onze islamitische medeburgers."
Michael van der Vlis overleed in 2018 op 73-jarige leeftijd.

## Verkiezingsuitslagen
| Verkiezing                                  | Partij | Positie | Stemmen |
| ------------------------------------------- | ------ | ------- | ------- |
| Gemeenteraadsverkiezingen 1974 in Amsterdam | PvdA   | 11      | 174     |
| Gemeenteraadsverkiezingen 1978 in Amsterdam | PvdA   | 3       | 570     |
| Gemeenteraadsverkiezingen 1982 in Amsterdam | PvdA   | 2       | 1.174   |
| Gemeenteraadsverkiezingen 1986 in Amsterdam | PvdA   | 4       | 2.768   |
| Gemeenteraadsverkiezingen 1990 in Amsterdam | PvdA   | 5       | 764     |